# John William Sutton Pringle
John William Sutton Pringle (22 juillet 1912 - 2 novembre 1982)  est un zoologiste britannique. Ses recherches portent sur la physiologie des insectes, en particulier la proprioception, les muscles du vol et le chant des cigales.

## Biographie
Pringle est né en 1912 et fait ses études au Winchester College avant d'aller au King's College de Cambridge où il obtient un diplôme de première classe dans les tripos en sciences naturelles en 1934 . Il est nommé démonstrateur en zoologie à l'Université de Cambridge en 1937 et élu membre du King's College en 1938, poste qu'il occupe jusqu'en 1945; pendant la Seconde Guerre mondiale, il sert au Telecommunications Research Establishment (TRE), où lui et Robert Hanbury Brown inventent le radar transpondeur Rebecca / Eureka. Il reçoit un MBE et la médaille américaine de la liberté en 1945 . Cette même année, il retourne à Cambridge en tant que maître de conférences en zoologie et membre de Peterhouse. En 1959, il est nommé lecteur en cytologie expérimentale. En 1961, il rejoint la chaire Linacre de zoologie du Merton College d'Oxford .
Il est élu membre de la Royal Society en 1954 .
En 1946, il épouse Beatrice Laura Wilson; ils ont un fils et deux filles .